# Барвінок (Херсонський район)
Барві́нок — село в Україні, у Чорнобаївській сільській громаді Херсонського району Херсонської області. Населення становить 127 осіб.

## Історія

### Російсько-українська війна (з 2014)
Окуповане росіянами на початку березня 2022 року.
11 серпня 2022 року Збройні сили України повідомили про знищення окупаційного складу з боєприпасами біля Барвінку.
10 листопада 2022 року визволене в ході контрнаступу Збройних сил України в Херсонській області.

## Населення
Згідно з переписом УРСР 1989 року чисельність наявного населення села становила 119 осіб, з яких 56 чоловіків та 63 жінки.
За переписом населення України 2001 року в селі мешкало 127 осіб.

### Мовний склад
Рідна мова населення за даними перепису 2001 року:
| Мова       | Чисельність, осіб | Доля     |
| ---------- | ----------------- | -------- |
| Українська | 120               | 94,49 %  |
| Російська  | 4                 | 3,15 %   |
| Молдовська | 3                 | 2,36 %   |
| Разом      | 127               | 100,00 % |